# Gladys Parker
Compléments
créatrice du comic strip Mopsy (en)
Gladys Parker (née à  Tonawanda (État de New York) le 21 mars 1908 et morte le 27 avril 1966 à Los Angeles (Californie)) est une dessinatrice américaine de bandes dessinées et une créatrice de mode à Hollywood.
Elle est surtout connue comme créatrice du comic strip Mopsy (en), qui est paru pendant plus de trois décennies. Elle a été l'une des rares femmes dessinatrices de bande dessinée entre les années 1930 et 1950.

## Biographie

### Enfance, famille et éducation
Gladys Parker est la fille de Caroline (qui est morte à l'âge de 35 ans en 1914) et Wilbert C. Parker de Tonawanda. Ses grands-parents maternels sont John et Anna Gerster de Tonawanda. Pendant son enfance à North Tonawanda (New York), elle prend des cours de danse, à partir de sept ans, après avoir remporté un concours du « plus bel enfant ». Elle apprend à dessiner elle-même, lors d'une convalescence après une blessure à la jambe, en se servant souvent d'elle-même comme modèle, et elle commence à vendre ses dessins à des magazines. Elle ouvre dès l'âge de 14 ans une boutique de couture depuis sa maison et la garde alors qu'elle est au lycée de Tonawanda. Une fois diplômée, elle travaille dans les bureaux d'une scierie.
À l'âge de 18 ans, Gladys Parker se rend à Manhattan pour étudier l'illustration de mode. Elle suit des études de stylisme à la Traphagen School of Fashion dont elle sort diplômée en 1928. Elle commence sa carrière dans les journaux au New York Graphic, avec une bande dessinée appelée Mai and Junie. Ensuite, elle travaille à United Features pour deux ans et à la Newspaper Enterprise Association pour sept ans.

### Bandes dessinées

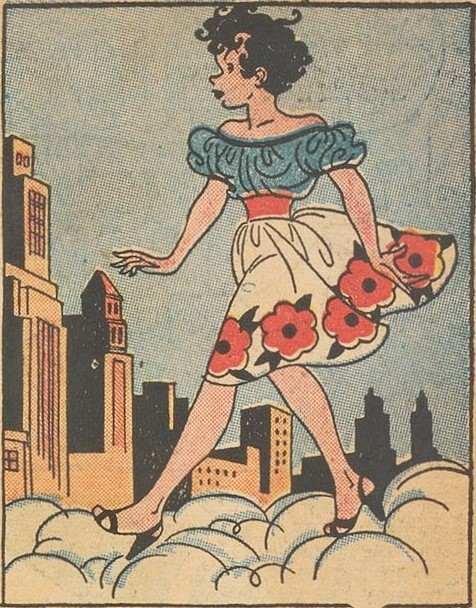
Le personnage, Mopsy, est en grande partie auto-biographique.

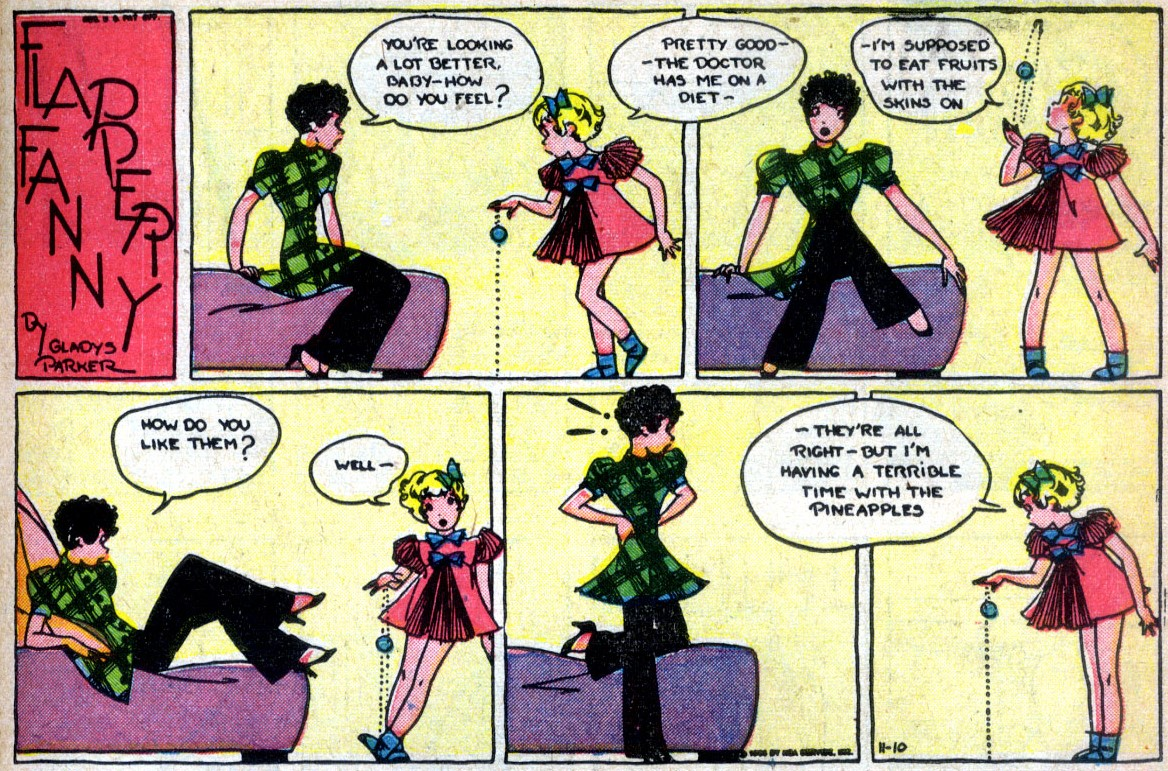
Clapet Fanny, repris dans The Funnies, 1937.

Après avoir dessiné Gay and her Gang en 1928-29, Gladys Parker reprend, pour la NEA, de 1930 à 1935 la série Flapper Fanny Says d'Ethel Hays. Celle-ci qui vient d'accoucher de sa deuxième fille, ne peut plus produire le dessin quotidien attendu. Gladys Parker réalise également une bande dessinée pour Lux Soap pendant les années 1930. Le 8 décembre 1935, Flapper Fanny Says est repris par Sylvia Sneidman. En 1939 elle crée la série Mopsy (en) qui, en 1945, gagne une  page dominicale. Cela donne à Parker l'occasion de dessiner ses créations de mode dans un panneau latéral, sur des poupées de papier, intitulées « Mopsy Modes ».

### Pendant la Seconde Guerre mondiale
Au cours de la Seconde Guerre mondiale, Gladys Parker crée la bande dessinée Betty G. I. pour les Women's Army Corps, et de 1942 à 1944 elle reprend également  le Flyin' Jenny de Russell Keaton quand celui-ci est appelé sous les drapeaux. Elle le laisse ensuite à l'assistant de celui-ci, Marc Swayze.
Son personnage Mopsy travaille pendant la guerre comme infirmière, ouvrière dans une usine de munitions, membre de la Women's Army Corps, des WAVES, et sa popularité s'accroît. Après la fin de la Seconde Guerre mondiale, Mopsy est renvoyée de son emploi dans l’armée en 1947, et elle retourne à la vie civile.

### Licences et réimpressions
À la fin des années 1940, Mopsy (en) est publiée dans 300 journaux différents. En 1947, Mopsy apparaît dans le Pageant of Comics #1 de St. John. Deux ans plus tard, St. John lui donne sa publication propre, et Mopsy parait pour 19 numéros (de février 1949 à septembre 1953). Charlton Comics réimprime plusieurs de ces bandes dessinées en 1951. En 1955, Berkley Books publie un paperback anthologique de Mopsy. St. John utilise aussi Mopsy pour des pages de remplissage dans ses séries de BD romantiques.

### Conception de vêtements

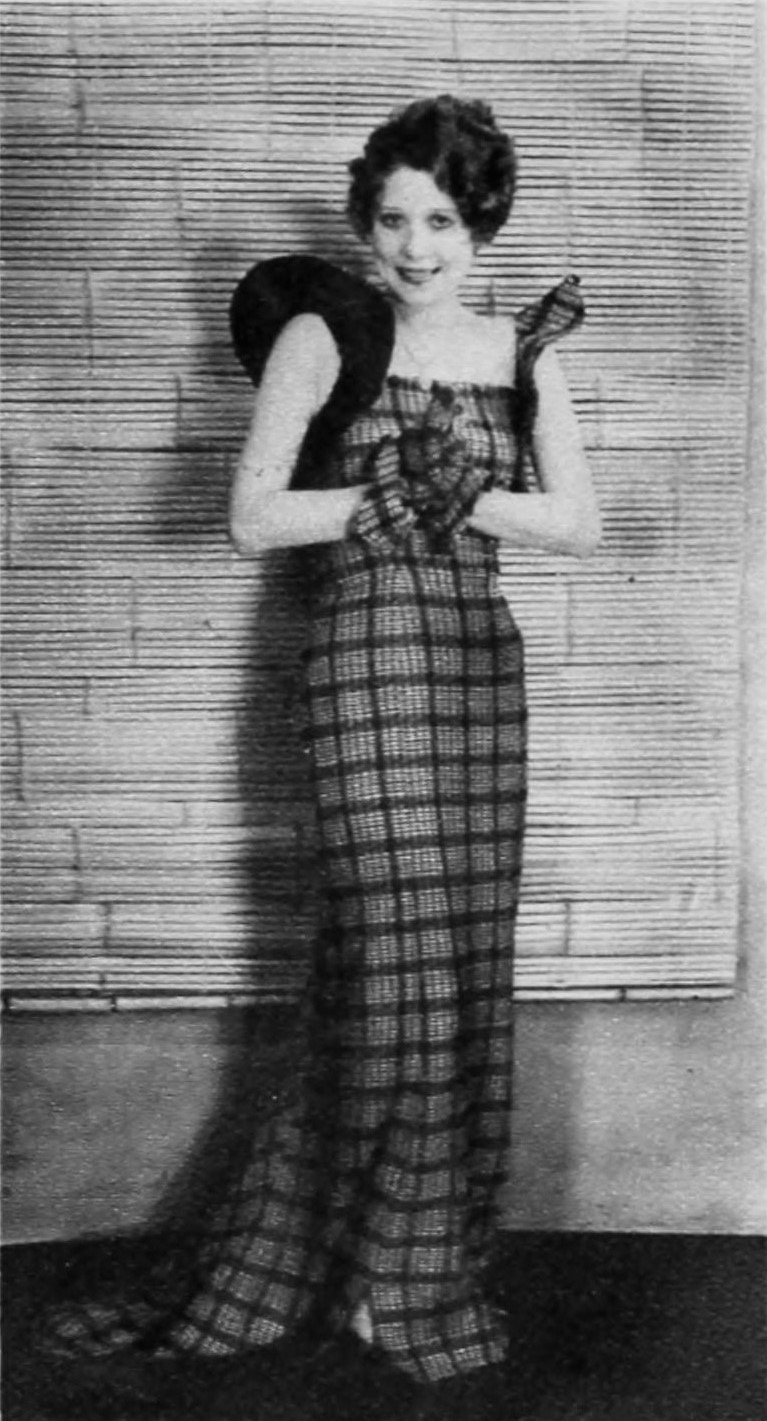
Annette Hanshaw porte une robe conçue par Parker, 1934.

La couture et la conception de vêtements intéressent Gladys Parker dès sa jeunesse. Elle ouvre, d'ailleurs, une boutique de couture alors qu'elle n'a que quatorze ans. Parallèlement à sa carrière de dessinatrice, elle continue à s'intéresser à la mode comme le montre le soin apporté aux tenues de ses personnages. En 1934, sous le nom de Gladys Parker Designs, elle lance une ligne de vêtements, en capitalisant sur la renommée de Flapper Fanny Says. En effet, la marque porte un de ses dessins inspiré par le personnage.
Gladys Parker a également conçu des costumes de cinéma, comme en 1940 un costume blanc porté par l'actrice Louise Platt. Durant la Seconde Guerre mondiale, elle tient une rubrique dans le magazine Spot où elle présente ses créations. Vivant à Hollywood, avec ses deux chats noirs, Parker a également écrit une tribune quotidienne, « Dear Gals and Guys », pendant les années 1960.

### Vie privée
À New York dans les années 1940, Gladys Parker se marie à l'illustrateur Benjamin "Stookie" Allen, qui dessine pour des pulps magazines et des comic books.

### Mort
Gladys Parker était membre de la Society of Illustrators et de la National Cartoonists Society. Quand elle prend sa retraite en 1965, Mopsy est arrêtée. Elle meurt d'un cancer du poumon le 27 avril 1966 à Los Angeles à l'âge de 56 ans.

## Œuvres
- Mai and Junie
- Gay and her Gang
- Flapper Fanny Says à la suite d'Ethel Hays
- Mopsy (en) : Gladys Parker se base en grande partie sur elle-même pour développer le personnage de Mopsy en 1939 : « J'ai eu l'idée de Mopsy lorsque le dessinateur Rube Goldberg a dit que mes cheveux ressemblaient à un balai. C'était il y a plusieurs années, et elle est mon occupation principale depuis lors. »[9].
- Betty G. I.
- Flyin' Jenny à la suite de Russell Keaton

## Analyse
L'humour vif de Gladys Parker, présent dès sa création Gay and her Gang, rappelle celui de l'autrice Dorothy Parker,.